# Serdis
Serdis is een geslacht van vlinders van de familie dikkopjes (Hesperiidae), uit de onderfamilie Hesperiinae.

## Soorten
- S. statius (Plötz, 1883)
- S. venezuelae (Westwood, 1852)
- S. viridicans (Felder & Felder, 1867)